# Пан, Виктор Яковлевич
Виктор Яковлевич Пан (род. 8 сентября 1939, Москва) — советский и американский математик и учёный в области информатики, кандидат физико-математических наук (1964).

## Биография
Родился в Москве, в семье популяризатора науки и писателя-фантаста Якова Соломоновича Пана, погибшего в ополчении осенью 1941 года, и Ривки (Раисы) Калмановны Пан (урождённой Коган). Выпускник механико-математического факультета Московского государственного университета (1961). Диссертацию кандидата физико-математических наук защитил в 1964 году под руководством А. Г. Витушкина (Методы вычисления полиномов). В последующие годы занимался математическими методами в экономике. В 1977 году эмигрировал в США. Работал научным сотрудником в IBM Research (1977—1979), в 1979—1991 годах — профессор в отделении компьютерных наук Университета штата Нью-Йорк в Олбани, затем профессор Городского университета Нью-Йорка.
С 1988 года преподавал в Леман-колледже (англ. Lehman College; входит в систему Городского университета Нью-Йорка), сначала как приглашённый профессор, с 1991 года профессор и с 2000 года — почётный профессор в отделении математики и компьютерных наук.
Основные труды в области анализа алгоритмов, в особенности временной сложности алгоритмов;
разработал ряд быстрых алгоритмов. В 1966 году доказал оптимальность числа умножений в схеме Горнера. 
Действительный член Американского математического общества (2013).

## Семья
Жена (с 1972 года) — Лидия Пан (урождённая Перельман).

## Монографии
- Victor Y. Pan. How to Multiply Matrices Faster. Берлин: Springer-Verlag, 1984. — 212 pp.
- Dario A. Bini, Victor Y. Pan. Polynomial and Matrix Computations: Fundamental Algorithms. Бостон: Birkhäuser, 1994. — 416 pp.
- Victor Y. Pan. Structured Matrices and Polynomials: Unified Superfast Algorithms. Бостон: Birkhäuser, 2001. — 278 pp.
- Dario A. Bini, Victor Y. Pan. Polynomial and Matrix Computations. Volume II. Бостон: Birkhäuser, 2002. — 600 pp.
- J. M. McNamee, Victor Pan. Numerical Methods for Roots of Polynomials. Part II. Elsevier, 2013. — 728 pp.